# Aromás elektrofil szubsztitúció
Az aromás elektrofil szubsztitúció (SEAr) olyan szerves kémiai reakció, amelyben egy aromás rendszerhez kapcsolódó atomot (többnyire hidrogénatomot) egy elektrofil helyettesít. A legfontosabb aromás elektrofil szubsztitúciós reakciók közé tartozik az aromás vegyületek nitrálása, halogénezése és Friedel–Crafts-acilezése vagy –alkilezése.

## Szemléltető reakciók
Az aromás elektrofil szubsztitúció legkiterjedtebben használt példája a benzol etilezése.
1999-ben mintegy 24 700 000 tonna etilbenzolt gyártottak. A folyamat során a kiindulási karbokation kialakításához katalizátorként szilárd savakat használnak. A benzol egyéb elektrofil reakcióit sokkal kisebb léptékben végzik, ezek fontos köztitermékek előállításához biztosítanak értékes szintézisutat. A benzol nitrálása során az elektrofil részecske a nitrilkation.
A benzol füstölgő kénsavval végzett szulfonálása során benzolszulfonsav keletkezik.
A benzol brómmal, klórral vagy jóddal végzett halogénezése aril-halogenid terméket ad, a reakciót a megfelelő vas-trihalogenid katalizálja.
A Friedel–Crafts-reakció acilezésre vagy alkilezésre használható. A reakció során jellemzően alumínium-kloridot alkalmaznak, de csaknem bármely erős Lewis-sav megfelelő katalizátort lehet. Az acilezési reakcióhoz a szokásos katalitikus mennyiség helyett sztöchiometrikus mennyiségű alumínium-klorid szükséges.

## A szubsztituensek hatása
Az aromás elektrofil szubsztitúciós reakciók regioszelektivitását és sebességét is befolyásolják a már a benzolgyűrűn található szubsztituensek. A regioszelektivitás tekintetében bizonyos csoportok az orto és para helyzetbe történő szubsztitúciót segítik elő, míg más csoportok a meta pozícióban végbemenő szubsztitúció arányát növelik. Ezeket a csoportokat orto-para irányítóknak illetve meta irányítóknak nevezzük. Ezen kívül bizonyos csoportok növelik a reakció sebességét (aktiváló csoportok), míg mások csökkentik azt (dezaktiváló szubsztituensek). Míg a regioszelektivitás a rezonanciaszerkezetek segítségével írható le, a sebességre gyakorolt hatás magyarázatához mind a rezonanciaszerkezetek, mind az indukciós effektus szükséges.
A szubsztituensek általánosan két csoportba sorolhatók az elektrofil szubsztitúciós reakciók szempontjából: az aromás gyűrűt aktiválóakra és dezaktiválókra. Az aktiváló szubsztituensek vagy aktiváló csoportok stabilizálják a szubsztitúciós reakció köztitermékeként létrejövő karbokationt, azáltal, hogy a gyűrűbe induktív vagy rezonancia effektus révén elektront donálnak. Az aktivált aromás gyűrűkre példa a toluol, az anilin vagy a fenol.
A szubsztituens által a gyűrűbe juttatott elektronsűrűség-többlet nem egyenlő mértékben oszlik meg a teljes gyűrűn belül, hanem a 2-es, 4-es és 6-os számú atomon (azaz orto és para pozícióban) koncentrálódik. Emiatt az elektronban szegény elektrofillel ezek a helyek reagálnak a leggyorsabban. A legnagyobb elektronsűrűség a két orto és a para pozícióban jelentkezik, de ezt a fokozott reaktivitást ellensúlyozhatja a szubsztituensek és az elektrofil közötti sztérikus gátlás. Az aromás elektrofil szubsztitúció termékét így nem mindig könnyű előre megmondani, és azt rendszerint úgy állapítják meg, hogy végrehajtják az adott reakciót és meghatározzák az orto és para szubsztituált termékek arányát.
A fentiekkel szemben a dezaktiváló csoportok destabilizálják a kationos intermemdiert, és így csökkentik a reakciósebességet. Mindezt azáltal, hogy csökkentik az aromás gyűrű elektronsűrűségét, és ez a hatás is az orto és para pozíciókban jelentkezik leginkább. Ez azt jelenti, hogy a legreakcióképesebb (vagy legkevésbé reakcióképtelen) helyzet a meta pozíció lesz (3-as és 5-ös atom). Dezaktivált aromás gyűrűk például a nitrobenzol, a benzaldehid vagy a trifluormetil-benzol. Az aromás rendszer dezaktiválása többnyire azzal is jár, hogy a reakció végbemeneteléhez erélyesebb körülmények szükségesek. Erre példa a toluol trinitrotoluol előállításának céljából végzett nitrálása. Míg az első nitrálási lépes a toluol aktivált gyűrűjén híg savval szobahőmérsékleten is elvégezhető, a második lépés a dezaktivált nitrotoluol gyűrűn már tartós melegítést és töményebb savat igényel, a harmadik lépcsőben az erősen dezaktivált dinitrotoluol már csak forró tömény kénsavban vihető reakcióba.
A funkciós csoportok tehát a fenti két helyzet közül az egyiket előnyben részesítik a másikkal szemben, azaz az elektrofilt meghatározott helyzetbe irányítják. Azokat a funkciós csoportokat, melyek például az elektrofilt a meta helyzetben történő támadásra hajlamosítják, meta-irányítóknak nevezzük.

### Orto/parairányítók
A nemkötő elektronpárral rendelkező csoportok, például az anilin aminocsoportja, erősen aktiváló és orto/para irányító. Az ilyen aktiváló csoportok nemkötő elektronpárjukat a pi-rendszerbe donálják.
Amikor az elektrofil az anilin orto és para pozíciójába támad, a nitrogénatom képes növelni a pi-rendszer elektronsűrűséget (azáltal, hogy az alapreakcióban fellépő három határszerkezet helyett egy négy határszerkezettel leírható iminiumion képződik). Ez jelentősen növeli a kationos intermedier stabilitását.
Hasonlítsuk ezt össze azzal az esettel, amikor az elektrofil meta helyzetben támad. Ilyenkor a nitrogénatom nem tudja növelni a pi-rendszer elektronsűrűségét, csak három határszerkezeti képlet írható fel. Emiatt a meta-szubsztituált termék sokkal kisebb arányban keletkezik, mint az orto vagy para termékek.
Más szubsztituensek, például az alkil- vagy arilcsoportok is képesek lehetnek növelni a pi-rendszerben az elektronsűrűséget, mivel azonban nem rendelkeznek nemkötő elektronpárral, hatásuk jóval korlátozottabb. Emiatt a gyűrűt csak kis mértékben aktiválják, és nem annyira részesítik hátrányban a meta helyzetet.
A halogének orto/para irányítók, mivel ugyanúgy rendelkeznek nemkötő elektronpárral, mint a nitrogén. Az ezáltal okozott stabilitásnövekedést azonban ellensúlyozza az a tény, hogy a halogének a szénnél jóval elektronegatívabbak, így a pi-rendszer elektronsűrűségét csökkentik. Ez csökkenti a kationos köztitermék stabilitását, így az elektrofil szubsztitúció nehezebben megy végbe. A halogének tehát dezaktiváló csoportok.
Az irányított orto lítiálás speciális típusú aromás elektrofil szubsztitúciós reakció, melyben speciális orto irányítókat használnak.

### Metairányítók
A szénnél elektronegatívabb nem halogén csoportok, például a karboxilcsoport (CO2H) jelentősen csökkentik a pi-rendszer elektronsűrűségét. Ezek a csoportok erősen dezaktiváló csoportok. Ráadásul mivel a szubsztituált szénatom már eleve elektronban szegény, ezért az a határszerkezet, amelyben (orto/para támadás esetén) ez a szénatomon pozitív töltést hordoz, a többinél kevésbé stabil. Emiatt az elektronszívó csoportok meta irányítók.

## Reakciómechanizmus
Az első lépésben az elektronban gazdag aromás gyűrű – a legegyszerűbb esetben benzol – megtámadja az A elektrofilt. Ennek során egy pozitív töltésű ciklohexadienil kation, más néven aréniumion keletkezik. Ez a karbokation instabil, egyrészt a molekula pozitív töltése miatt, másrészt az aromás jelleg ideiglenes megszűnésének következtében. A ciklohexadienil kationt azonban részben stabilizálja a mezoméria, melynek révén a pozitív töltés három szénatom között oszlik el.
A reakció második lépésében a B Lewis-bázis elektront ad át az elektrofil támadás helyén lévő hidrogénatomnak, és a hidrogén kötő elektronpárja a pi-rendszerbe visszakerülve helyreállítja az aromás rendszert.
A benzolon bekövetkező elektrofil szubsztitúciós reakció nem mindig monoszubsztituált terméket eredményez. Bár az elektrofil szubsztituensek többnyire elszívják az elektronokat az aromás gyűrűből és így a további reakciókkal szemben dezaktiválják azt, a kellően erős elektrofilek második vagy akár harmadik szubsztitúciót is okozhatnak. Ez különösen igaz abban az esetben, ha katalizátor is jelen van.

## Ipso szubsztitúció
Az ipso szubsztitúció az aromás elektrofil szubsztitúció különleges esete, ahol a távozó csoport nem hidrogén.
Ennek a reakciónak klasszikus példája a szalicilsav reakciója salétromsav és kénsav elegyével, melynek során pikrinsav keletkezik. A 2-es pozíció nitrálása CO2-vesztéssel megy végbe.
Gyakori példa a deszulfonálás, melynek során egy szulfonilcsoport protonnal helyettesítődik.
A szilíciummal szubsztituált aromás vegyületekben a szilícium ipso szubsztitúciós reakcióban reagál.

## Öttagú gyűrűs heterociklusos vegyületek
A benzolhoz képet a furán, tiofén, pirrol és származékaik erősen aktivált rendszerek. Ezen vegyületek mindegyikében található egy olyan atom (oxigén, kén vagy nitrogén), mely az aromás gyűrű tagja, és nemkötő elektronpárral rendelkezik. Ez a kationos intermedier stabilitását jelentősen megnöveli. A pirrolon történő elektrofil szubsztitúcióra példa a Picktet–Spengler-reakció vagy a Bischler–Napieralski-reakció.

## Aszimmetriás aromás elektrofil szubsztitúció
Aszimmetriás szintézis céljából a prokirális szénatomot tartalmazó elektrofillel végzett aromás elektrofil szubsztitúciós reakciót úgy módosítják, hogy – különösen a Friedel–Crafts-típusú reakció esetén – katalizátorként királis Lewis-savat használnak. Ilyen reakcióra az egyik korai példa a klorál fenolra történő addíciója volt, amikor is katalizátorként (-)-mentollal módosított alumínium-kloridot alkalmaztak. Egy másik munkában ugyancsak Friedel–Crafts-hidroxialkilezéssel egy glioxilsav-származékot addícionáltattak N,N-dimetilanilinre királis biszooxazolin lingandum–réz(II)-triflát katalizátorrendszer alkalmazásával:
Egy másik alkilezési reakcióban N-metilpirrol és krotonaldehid reagál királis imidazolidinonnal módosított trifluorecetsav katalizátor mellett:
Indol és énamid királis foszforsav-BINOL-származékkal katalizált reakciója:
A fenti reakciókban a királis katalizátort 10–20% közötti mennyiségben alkalmazzák, az új szén kiralitáscentrum 80–90%-os enantiomerfeleslegben képződik.

## További reakciók
- További, az aromás elektrofil szubsztitúció sémáját követő reakciócsoport az aromás formilezés, ide tartozik például a Vilsmeier–Haack-reakció, a Gattermann–Koch-szintézis és a Reimer–Tiemann-reakció.
- További elektrofilek lehetnek: az aromás diazóniumsók az azokapcsolási reakciókban, a szén-dioxid a Kolbe–Schmitt-reakcióban vagy az aktivált karbonilcsoportok a Pechmann-kondenzációs reakcióban.
- A többlépcsős Lehmstedt–Tanasescu-reakció során az egyik elektrofil egy N-nitrozo intermedier.
- A Joseph Tscherniac és Alfred Einhorn után elnevezett Tscherniac–Einhorn-reakcióban az elektrofil részecske egy amid N-metanol-származéka.[6][7]

## Fordítás
Ez a szócikk részben vagy egészben  az   Electrophilic aromatic substitution című angol Wikipédia-szócikk ezen változatának fordításán alapul.  Az eredeti cikk szerkesztőit annak laptörténete sorolja fel. Ez a jelzés csupán a megfogalmazás eredetét és a szerzői jogokat jelzi, nem szolgál a cikkben szereplő információk forrásmegjelöléseként.